# Reprezentacja Niemiec w piłce siatkowej kobiet

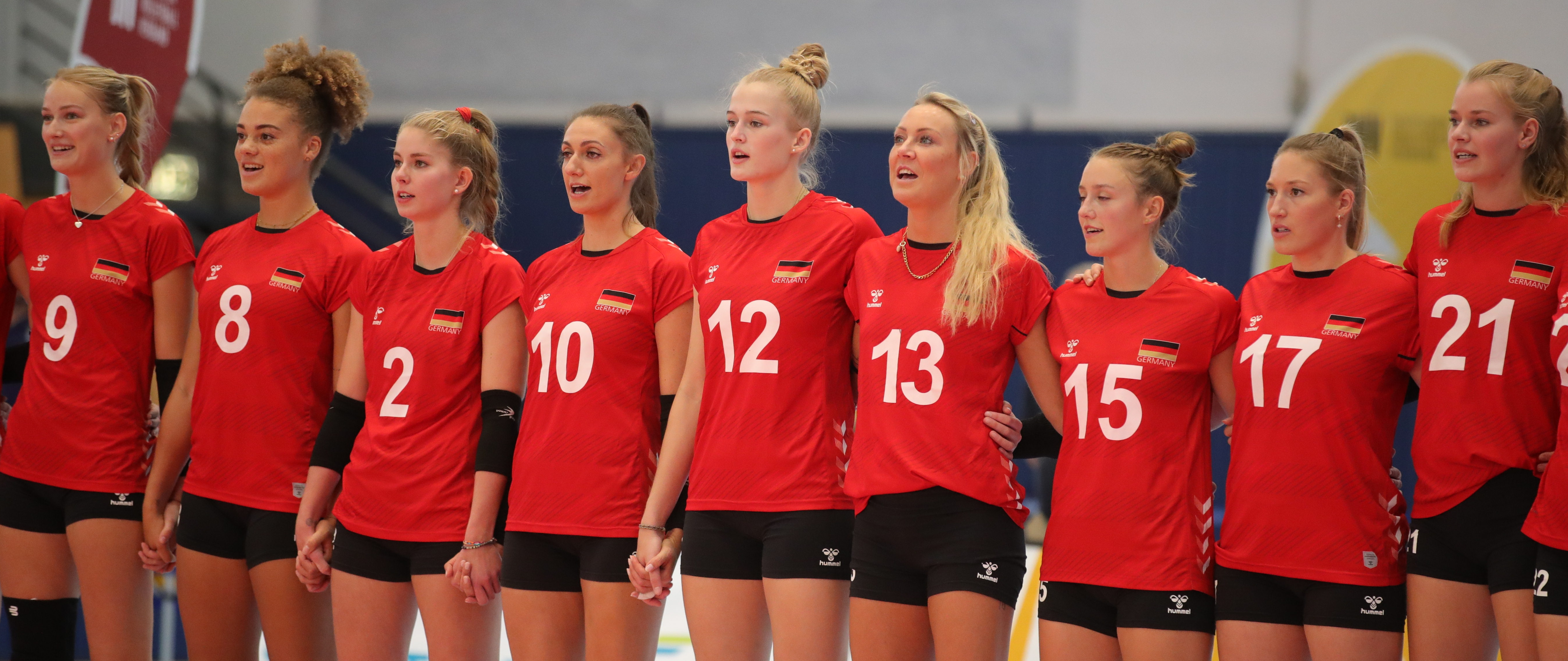
Reprezentacja Niemiec przed meczem towarzyskim z reprezentacją Brazylii przed Mistrzostwami Świata 2022

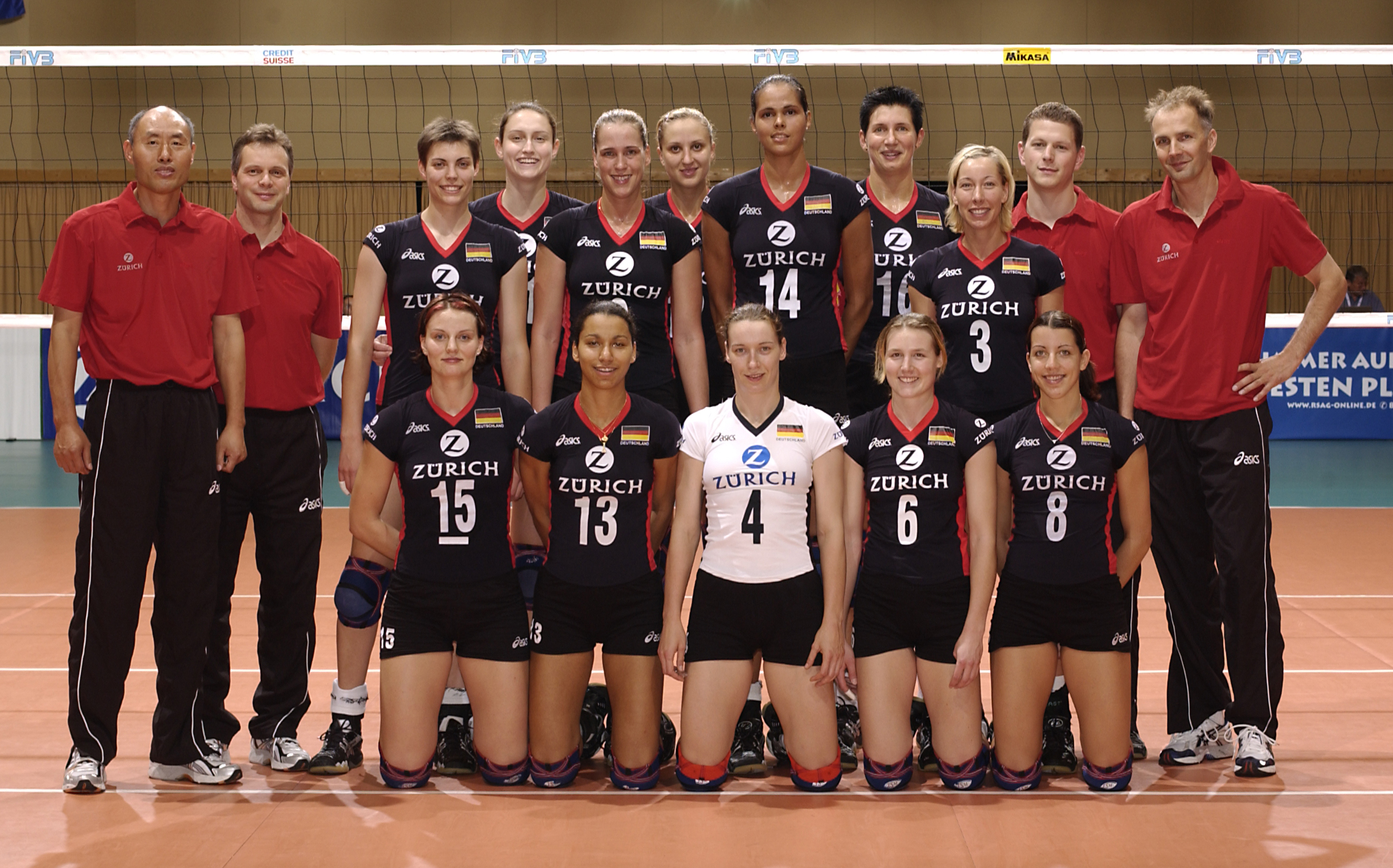
Reprezentacja Niemiec na Igrzyska Olimpijskie 2004

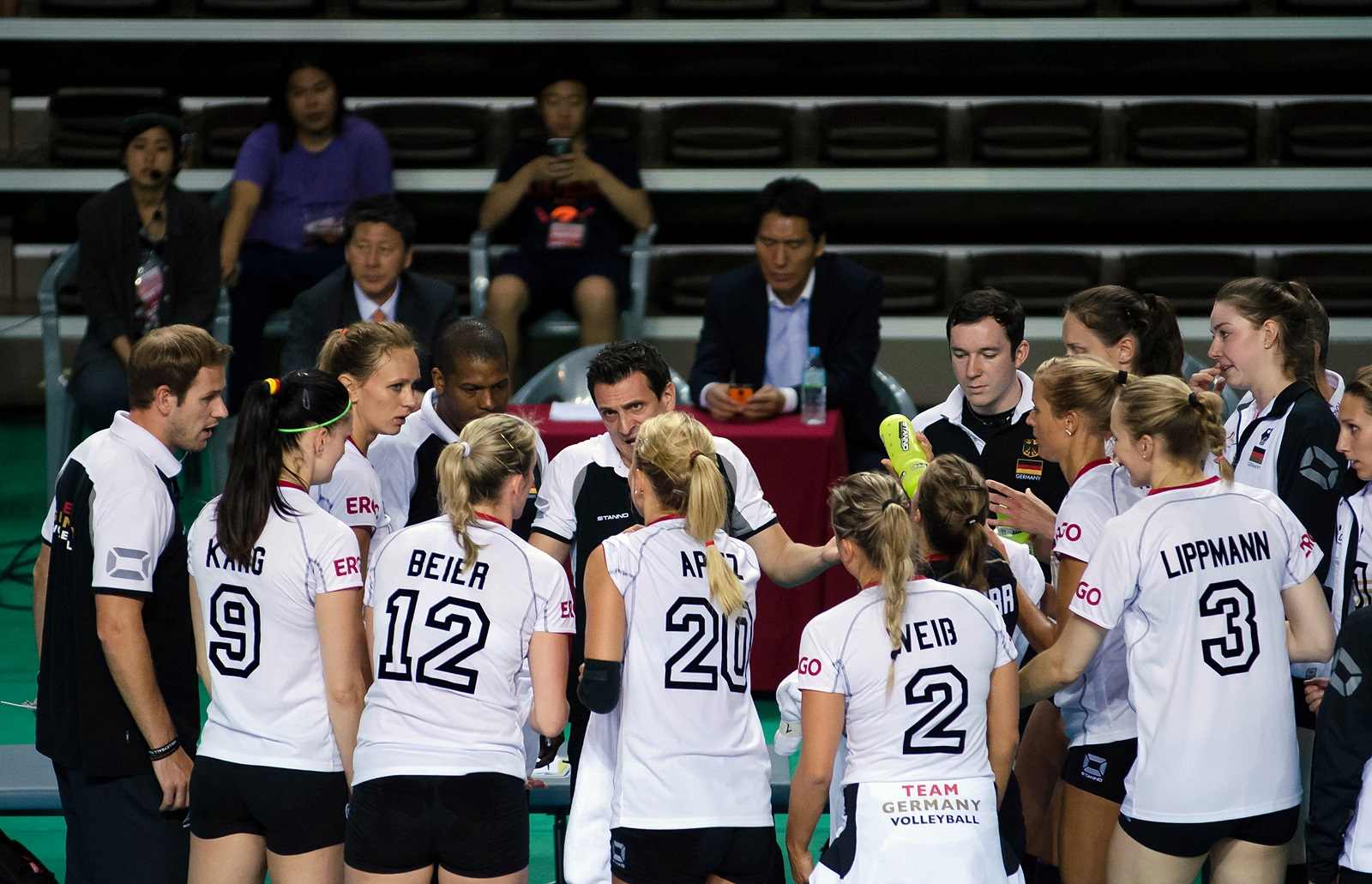
Reprezentacja Niemiec podczas przerwy w World Grand Prix 2014

Reprezentacja Niemiec w piłce siatkowej kobiet to narodowa reprezentacja tego kraju, reprezentująca go na arenie międzynarodowej.
Od 1981 do 1989 trenerem tej reprezentacji był Andrzej Niemczyk. W 2022 roku asystentem trenera Vitala Heynena w reprezentacji Niemiec w Lidze Narodów 2022 był Paweł Woicki, a podczas Mistrzostw Świata 2022 był Michał Mieszko Gogol. Statystykiem natomiast był Robert Kaźmierczak.
Siatkarska drużyna Niemiec jest oficjalnym sukcesorem tradycji reprezentacji NRD.

## Trenerzy
| Lata      | Imię i nazwisko   |
| --------- | ----------------- |
| 1956-1971 | Theda von Hoch    |
| 1971-1981 | Dai Hee Park      |
| 1981-1989 | Andrzej Niemczyk  |
| 1989-1990 | Mathias Eichinger |
| 1990-1998 | Siegfried Koehler |
| 1999-2006 | Lee Hee-Wan       |
| 2006-2015 | Giovanni Guidetti |
| 2015      | Luciano Pedullà   |
| 2015-2021 | Felix Koslowski   |
| 2022-2023 | Vital Heynen      |
| 2024      | Alexander Waibl   |
| 2025-     | Giulio Bregoli    |

## Szeroki skład reprezentacji Niemiec naMistrzostwa Świata 2025[6]
Zawodniczki:
- 3. Annie Cesar
- 4. Anna Pogany
- 5. Corina Glaab
- 6. Antonia Stautz
- 7. Maria Tabacuks
- 8. Hannah Kohn
- 9. Lina Alsmeier
- 10. Lena Stigrot
- 11. Pia Timmer
- 12. Hanna Orthmann
- 13. Emilia Weske
- 14. Marie Schölzel
- 15. Romy Jatzko
- 16. Anastasia Cekulaev
- 18. Leana Grozer
- 19. Marie Hänle
- 20. Lena Kindermann
- 21. Camilla Weitzel
- 22. Monique Strubbe
- 23. Sarah Straube
- 24. Patricia Nestler
- 25. Mette Pfeffer
- 26. Emilia Jordan
- 31. Isabel Martin
- 35. Luisa van Clewe

## Osiągnięcia
Igrzyska Olimpijskie:
- 2. miejsce – 1980

Mistrzostwa Świata:
- 4. miejsce – 1974, 1986

Mistrzostwa Europy:
- 1. miejsce – 1983, 1987
- 2. miejsce – 1977, 1979, 1985, 1989, 2011, 2013
- 3. miejsce – 1975, 1991, 2003

World Grand Prix:
- 3. miejsce – 2002, 2009

Liga Europejska:
- 1. miejsce – 2013
- 2. miejsce – 2014

## Udział i miejsca w imprezach (jako zjednoczone Niemcy)

### Igrzyska Olimpijskie
| Rok  | Kraj           | Miejsce      |
| ---- | -------------- | ------------ |
| 1992 | Barcelona      | brak udziału |
| 1996 | Atlanta        | 8. miejsce   |
| 2000 | Sydney         | 6. miejsce   |
| 2004 | Ateny          | 9. miejsce   |
| 2008 | Pekin          | brak udziału |
| 2012 | Londyn         | brak udziału |
| 2016 | Rio de Janeiro | brak udziału |
| 2020 | Tokio          | brak udziału |
| 2024 | Paryż          | brak udziału |

### Mistrzostwa Świata
| Rok  | Kraj             | Miejsce     |
| ---- | ---------------- | ----------- |
| 1994 | Brazylia         | 5. miejsce  |
| 1998 | Japonia          | 13. miejsce |
| 2002 | Niemcy           | 10. miejsce |
| 2006 | Japonia          | 11. miejsce |
| 2010 | Japonia          | 7. miejsce  |
| 2014 | Włochy           | 9. miejsce  |
| 2018 | Japonia          | 11 miejsce  |
| 2022 | Holandia/ Polska | 14. miejsce |
| 2025 | Tajlandia        |             |

### Mistrzostwa Europy

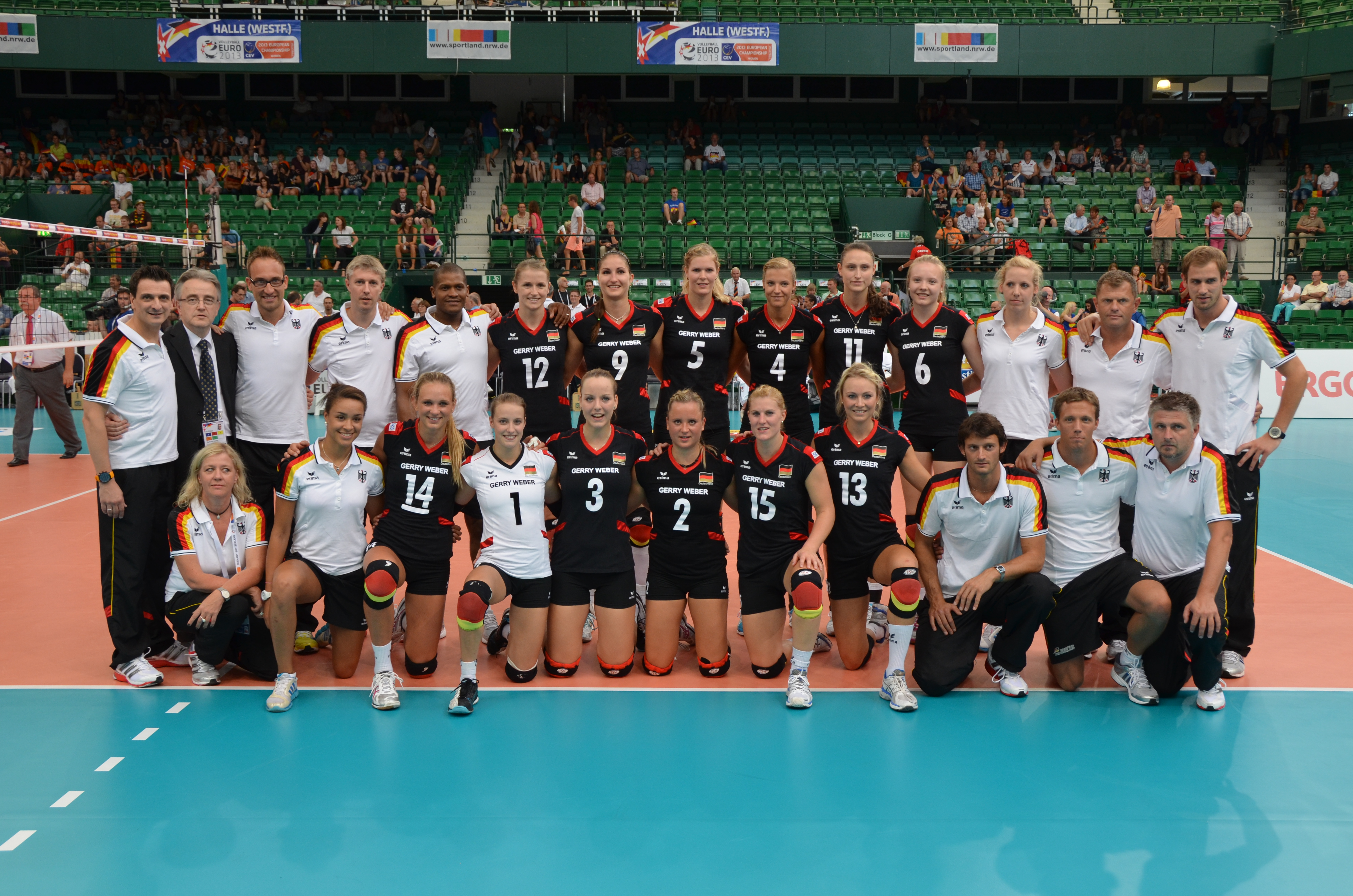
Reprezentacja Niemiec na Mistrzostwach Europy 2013

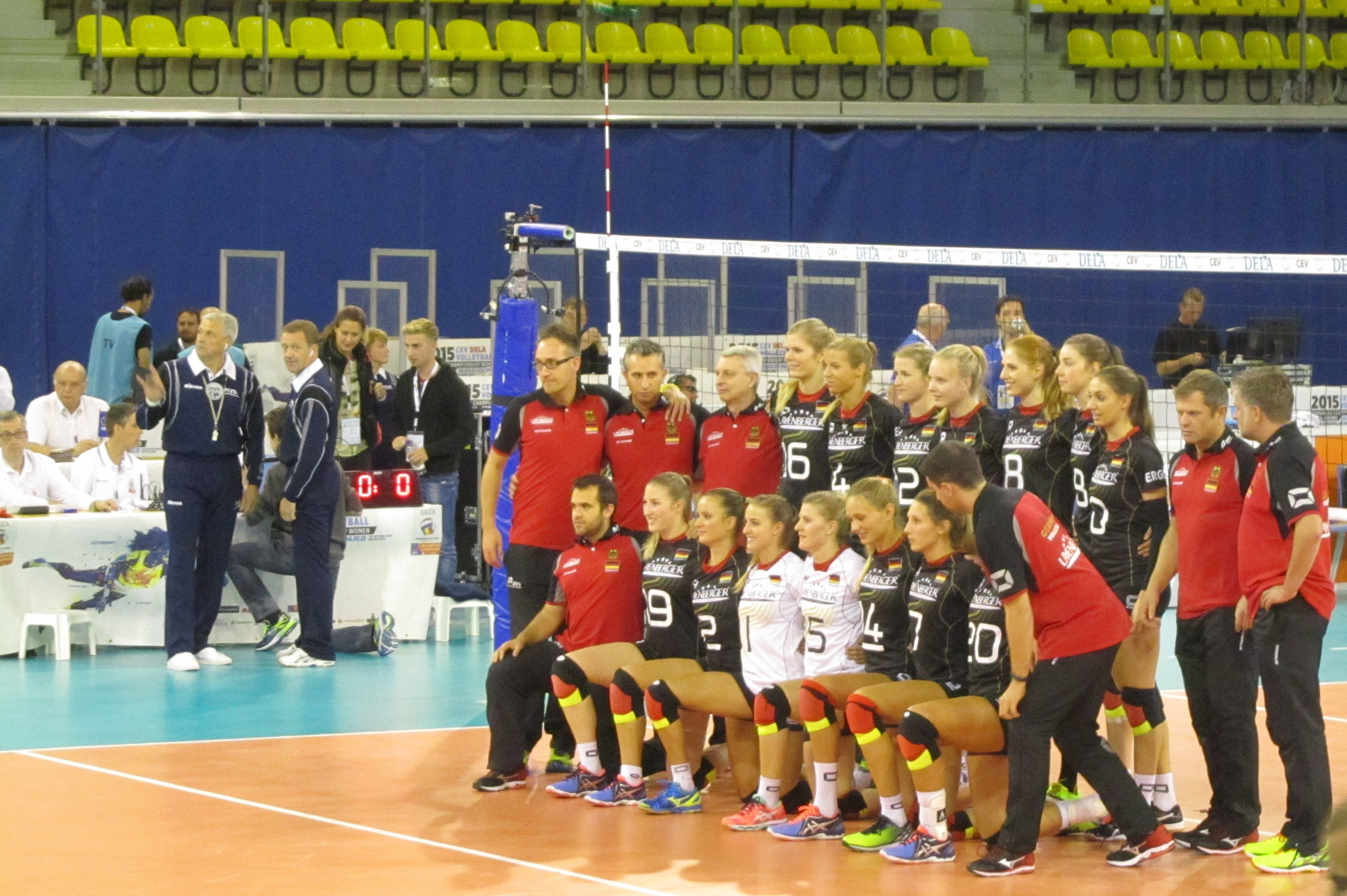
Reprezentacja Niemiec na Mistrzostwach Europy 2015

| Rok  | Kraj                                 | Miejsce     |
| ---- | ------------------------------------ | ----------- |
| 1991 | Włochy                               | 3. miejsce  |
| 1993 | Czechy                               | 5. miejsce  |
| 1995 | Holandia                             | 4. miejsce  |
| 1997 | Czechy                               | 10. miejsce |
| 1999 | Włochy                               | 4. miejsce  |
| 2001 | Bułgaria                             | 9. miejsce  |
| 2003 | Turcja                               | 3. miejsce  |
| 2005 | Chorwacja                            | 11. miejsce |
| 2007 | Belgia/ Luksemburg                   | 6. miejsce  |
| 2009 | Polska                               | 4. miejsce  |
| 2011 | Serbia/ Włochy                       | 2. miejsce  |
| 2013 | Niemcy/ Szwajcaria                   | 2. miejsce  |
| 2015 | Holandia/ Belgia                     | 5. miejsce  |
| 2017 | Gruzja/ Azerbejdżan                  | 8. miejsce  |
| 2019 | Turcja/ Polska/ Słowacja/ Węgry      | 6. miejsce  |
| 2021 | Serbia/ Bułgaria/ Chorwacja/ Rumunia | 11. miejsce |
| 2023 | Włochy/ Niemcy/ Belgia/ Estonia      | 11. miejsce |

### Grand Prix
| Rok  | Miasto          | Miejsce      |
| ---- | --------------- | ------------ |
| 1993 | Hongkong        | 8. miejsce   |
| 1994 | Szanghaj        | 10. miejsce  |
| 1995 | Szanghaj        | 8. miejsce   |
| 1996 | Szanghaj        | brak udziału |
| 1997 | Kobe            | brak udziału |
| 1998 | Hongkong        | brak udziału |
| 1999 | Yuxi            | brak udziału |
| 2000 | Manila          | brak udziału |
| 2001 | Makau           | 8. miejsce   |
| 2002 | Hongkong        | 3. miejsce   |
| 2003 | Andria          | 7. miejsce   |
| 2004 | Reggio Calabria | 6. miejsce   |
| 2005 | Sendai          | 10. miejsce  |
| 2006 | Reggio Calabria | brak udziału |
| 2007 | Ningbo          | brak udziału |
| 2008 | Yokohama        | 7. miejsce   |
| 2009 | Tokio           | 3. miejsce   |
| 2010 | Ningbo          | 9. miejsce   |
| 2011 | Makau           | 13. miejsce  |
| 2012 | Ningbo          | 7. miejsce   |
| 2013 | Sapporo         | 11. miejsce  |
| 2014 | Tokio           | 11. miejsce  |
| 2015 | Omaha           | 7. miejsce   |
| 2016 | Bangkok         | 12. miejsce  |
| 2017 | Nankin          | 15. miejsce  |

### Liga Narodów
| Rok  | Miasto    | Miejsce     |
| ---- | --------- | ----------- |
| 2018 | Nankin    | 11. miejsce |
| 2019 | Nankin    | 10. miejsce |
| 2021 | Rimini    | 10. miejsce |
| 2022 | Ankara    | 10. miejsce |
| 2023 | Arlington | 8. miejsce  |
| 2024 | Bangkok   | 13. miejsce |
| 2025 | Łódź      | 7. miejsce  |

### Volley Masters Montreux
| Rok  | Miasto   | Miejsce      |
| ---- | -------- | ------------ |
| 1991 | Montreux | brak udziału |
| 1992 | Montreux | brak udziału |
| 1993 | Montreux | brak udziału |
| 1994 | Montreux | brak udziału |
| 1995 | Montreux | brak udziału |
| 1996 | Montreux | brak udziału |
| 1998 | Montreux | 7. miejsce   |
| 1999 | Montreux | brak udziału |
| 2000 | Montreux | brak udziału |
| 2001 | Montreux | brak udziału |
| 2002 | Montreux | brak udziału |
| 2003 | Montreux | brak udziału |
| 2004 | Montreux | 5. miejsce   |
| 2005 | Montreux | 5. miejsce   |
| 2006 | Montreux | 5. miejsce   |
| 2007 | Montreux | 5. miejsce   |
| 2008 | Montreux | 5. miejsce   |
| 2009 | Montreux | 6. miejsce   |
| 2010 | Montreux | 7. miejsce   |
| 2011 | Montreux | 6. miejsce   |
| 2013 | Montreux | 7. miejsce   |
| 2014 | Montreux | 1. miejsce   |
| 2015 | Montreux | 5. miejsce   |
| 2016 | Montreux | brak udziału |
| 2017 | Montreux | 2. miejsce   |
| 2018 | Montreux | brak udziału |
| 2019 | Montreux | 7. miejsce   |